# 네버엔딩 나이트메어
네버엔딩 나이트메어(Neverending Nightmares)는 인피니탭 게임즈에서 개발한 비디오 게임이다. 이는 리드 디자이너 매트 길겐바흐(Matt Gilgenbach)의 강박장애 및 우울증에 대한 개인적인 투쟁에서 영감을 얻은 공포 게임이다. 인터뷰에서 그는 "네버엔딩 나이트메어에서 [암울함과 절망의] 느낌을 만들려고 노력하고 있다"고 말했다.

## 게임플레이
플레이어는 한 악몽에서 또 다른 악몽으로 "깨어난" 남자 토마스의 역할을 맡는다. 플레이어가 게임 내내 토마스를 조종하면서 악몽은 그 안에 숨어 있는 끔찍한 괴물을 포함하여 점점 더 심해진다. 토마스가 악몽 속에서 죽거나, 우울증의 심각한 원인을 발견하거나, 자해를 할 때마다, 그는 이전과 같은 악몽 속에서 다시 "깨어나거나" 다른 악몽 속으로 빠져들게 된다. 이는 게임의 체크포인트이자 저장 시스템 역할을 한다. 게임에는 총 세 가지 엔딩이 포함되어 있으며, 모두 플레이어의 선택이나 선택하는 경로에 영향을 받는다.
이 게임은 에드워드 고리의 작품에 큰 영향을 받은 손으로 그린 2D 라인 아트 스타일을 특징으로 한다. 몰입도를 높이기 위해 플레이 중에 화면 프롬프트와 로딩 화면을 생략하는 미니멀한 사용자 인터페이스를 사용한다.

## 평가
| Reception |        |
| --- | ------ |
| 통합 점수 통합사 점수 메타크리틱 68/100 평론 점수 평론사 점수 디스트럭토이드 70/100 유로게이머 70/100 게임 인포머 78/100 게임 레볼루션 90/100 게임스팟 7/10 게임스타 62/100 Joystiq 70/100 US게이머 90/100 |        |
| 통합 점수 |        |
| 통합사 | 점수   |
| 메타크리틱 | 68/100 |
| 평론 점수 |        |
| 평론사 | 점수   |
| 디스트럭토이드 | 70/100 |
| 유로게이머 | 70/100 |
| 게임 인포머 | 78/100 |
| 게임 레볼루션 | 90/100 |
| 게임스팟 | 7/10   |
| 게임스타 | 62/100 |
| Joystiq | 70/100 |
| US게이머 | 90/100 |